# 阿爾希欽
50°29′10″N 25°38′56″E / 50.48611°N 25.64889°E
阿爾希欽（烏克蘭語：Аршичин），是烏克蘭西北部的村莊，隸屬里夫內州的杜布諾區。該村始建於1507年，面積8.2平方公里，海拔高度189米，2001年人口210，人口密度每平方公里25.6人。